# Bert Christman

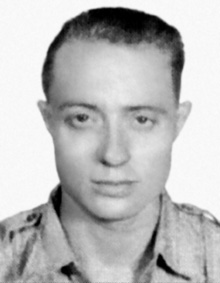
Bert Christman

Allen Bert Christman (* 31. Mai 1915 in Fort Collins, Colorado; † 23. Januar 1942 in Rangun, Myanmar) (Pseudonym: Larry Dean) war ein US-amerikanischer Comiczeichner und Kampfpilot. Christman wurde vor allem bekannt als Mitschöpfer der Comicfigur Sandman und als Pilot des amerikanischen Freiwilligengeschwaders „The Flying Tigers“ in der Chinesischen Armee während des Zweiten Weltkrieges.

## Leben und Wirken
Christman wurde 1915 als zweites von drei Kindern von Allen Christman, einem Offizier deutscher Abstammung und seiner Ehefrau Elise Reuter geboren.
Christman begann nach dem Besuch des Colorado A&M Colleges in seiner Heimatstadt, den er 1936 mit einem Bachelorabschluss mit Auszeichnung in Maschinenbau abschloss, als freiberuflicher Cartoonist und Werbezeichner in New York City zu arbeiten. In den folgenden zwei Jahren war er vor allem als Illustrator bei der Associated Press tätig. Sein größter Erfolg in dieser Zeit wurde die Arbeit an dem Zeitungscomicstrip Scorchy Smith, der in den frühen 1930er Jahren geschaffen worden war. Dieser handelte von den waghalsigen Abenteuern eines Kampfpiloten und wurde von Christman von 1936 bis 1938 als Nachfolger von Noel Sickles gestaltet. Christmans impressionistischer Zeichenstil wird von Comichistorikern wie Bill Blackbeard häufig in bewussten Kontrast zu dem realistischen Strich von Zeichnern wie Alex Raymond gewertet. Blackbeard fügt hinzu, dass Christman „für die damalige Zeit ein sehr unorthodoxer Comic-Künstler war. […] Für die Verhältnisse seinerzeit waren seine Arbeiten sehr ausgefeilt. Er verstand das Medium wirklich und sein künstlerisches Werk war herausragend.“
1938 schloss Christman sich der amerikanischen Air Force an und lebte in der Folge vor allem in Pensacola. Einige seiner hinterbliebenen Freunde behaupten dabei, Hauptmotiv zu diesem Schritt sei der Wunsch gewesen, das Leben eines Piloten, das er in Scorchy Smith darstellte, auch tatsächlich zu leben und so ganz nebenbei Erfahrungen aus erster Hand für seine Arbeit als Zeichner von „Piloten-Comics“ zu sammeln – eine Tätigkeit, die er parallel zu seiner Tätigkeit bei der Luftwaffe fortsetzte. Ab 1939 begann Christman außerdem, unter dem Pseudonym Larry Dean, für den Verlag DC-Comics zu arbeiten. Für DC schuf er die Reihe „Three Aces“, in deren Mittelpunkt ebenfalls Piloten stehen, und die zeitweise als Backup-Serie von Superman in den Action Comics erschien, sowie, gemeinsam mit dem Science-Fiction-Schriftsteller Gardner Fox, den Titelhelden der bis heute fortgesetzten Superhelden-Reihe The Sandman. Zu den Serien, für die er Zeichnungen beisteuerte, gehörten außerdem Funny Pages, New Fun, Adventure Comics und Detective Picture Stories.
1941 meldete Christman sich als amerikanischer Freiwilliger zu den „Flying Tigers“, einer überwiegend aus Amerikanern zusammengesetzten Jagdfliegerschwadron in der chinesischen Armee. In den folgenden Monaten nahm er als Kampfpilot an den Auseinandersetzungen der Chinesen mit der japanischen Armee in China und Burma teil.
Im Januar 1942 starb Christman, als er – nachdem er sein beschädigtes Flugzeug verlassen musste – während eines Fallschirmsprungs von einem japanischen Kampfjäger beschossen und durch eine Kugel, die seinen Nacken durchschlug, getötet wurde. Nach seinem Tod wurde er zunächst auf dem Friedhof der Church of Edward the Martyr in Rangoon beigesetzt. In Anerkennung von Christmans Status als „Held der chinesischen Sache“ stattete der chinesische Außenminister Soong Christmans Familie in Colorado im Folgemonat einen persönlichen Besuch ab, um ihr sein Beileid auszusprechen. Das Filmstudio Paramount fertigte im selben Jahr einen Wochenschaufilm mit dem Titel Minute Man Bert Christman an, der Christmans Leben und Tod nachzeichnete. Howard Hawks verarbeitete Christmans letzten Luftkampf später in seinem Film Air Force. Christmans Heimatstadt Fort Collins ehrte den verstorbenen 1943, indem sie 1943 ihren kleinen Flugplatz, Collins Airfield, offiziell in Christman Field umbenannte.
Im Februar 1950 wurde Christmans Leichnam auf einen Friedhof seiner Heimatstadt Fort Collins überführt und dort mit militärischen Ehren als Lt. Colonel der chinesischen Luftwaffe beigesetzt.